# Bawarski Order Zasługi
Bawarski Order Zasługi (niem. Bayerischer Verdienstorden) – odznaczenie za zasługi dla kraju związkowego RFN Bawarii.

## Historia
Order został ustanowiony 11 czerwca 1957 przez landtag Bawarii i jest najstarszym odznaczeniem wśród orderów krajów związkowych Republiki Federalnej Niemiec. Nadawany jest obywatelom niemieckim i cudzoziemcom za wybitne zasługi dla Republiki Bawarskiej przez prezesa bawarskiej Rady Ministrów, po zasięgnięciu opinii Rady Orderu, która składa się z przewodniczących landtagu i senatu oraz wiceprezesa Rady Ministrów. Prezes bawarskiej Rady Ministrów otrzymuje order z urzędu. Liczba żyjących odznaczonych nie może przekroczyć 2000 osób. Do 2007 nadano order 4974 osobom, w tym 499 kobietom, liczba żyjących odznaczonych wynosiła w owym roku 1831 osób.

## Insygnia
Oznaką jednoklasowego orderu jest emaliowany obustronnie na biało krzyż maltański z niebieską bordiurą. Na awersie medalionu znajduje się herb rautowy godła państwowego i flagi Bawarii, otoczony złotą bordiurą, zaś na rewersie – złoty lew bawarski na czarnym polu.
Odznaczenie noszone jest przez mężczyzn na szyi na jasnoniebieskiej wstędze z obustronnymi biało-ciemnoniebieskimi bordiurami, przez kobiety na kokardzie nad lewą piersią poniżej obojczyka.

## Niektórzy odznaczeni
- Konrad Adenauer
- Mario Adorf
- Lennart Bernadotte
- Ludwig Erhard
- Otto von Habsburg
- Johannes Heesters
- Henry Kissinger
- Teddy Kollek
- Wolfgang Petersen
- Georg Ratzinger
- Joseph Ratzinger
- Otto Schily
- Volker Schlöndorff
- Wolfgang Schüssel
- Edmund Stoiber
- Elżbieta Sobótka